# Jean Halain
Jean Halain, de son vrai nom Jean-Marie Hunebelle, né le 14 janvier 1920 à Paris (8e) et mort le 14 août 2000 à Juvisy-sur-Orge, est un scénariste et dialoguiste français

## Biographie
Jean-Marie Hunebelle est le fils du réalisateur André Hunebelle et deviendra le scénariste et dialoguiste de Louis de Funès. L'amitié avec Louis de Funès remonte aux années de galère de l'acteur : le scénariste a intercédé pour lui confier un rôle dans L'Impossible Monsieur Pipelet (1955), de son père, lui permettant de travailler ; leur amitié dure jusqu'à la mort du comédien en 1983, ils écrivent ensemble les scénarios de plusieurs films.

« Jean Halain était un homme très placide. Il ne s'énervait jamais, il était même un peu lent. Ce qui est même étonnant, c'est qu'il avait des opinions politiques très violentes. C'était un révolté, un anarchiste, qui ne lisait que des livres sur la politique, sur la corruption, sur les scandales de l'époque. Je lui disais : « Mets tout ça dans un scénario ! » On l'a écrit ensemble, et je le réaliserai peut-être un jour. Il s'agit d'un type qui veut se suicider et qui, plutôt que le faire seul dans son coin, décide de tuer des salauds en se disant qu'il finira bien par se faire descendre. Et il liquide effectivement toute une série de salopards. Mais ce n'est pas du tout un film comique. »

— Serge Korber, entretien avec Bertrand Dicale.

## Scénariste
- 1948 : Carrefour du crime de Jean Sacha
- 1948 : Métier de fous d'André Hunebelle
- 1949 : Millionnaires d'un jour d'André Hunebelle
- 1950 : La Rue sans loi de Maurice Labro
- 1952 : Le Plus Heureux des hommes d'Yves Ciampi
- 1953 : Mon mari est merveilleux d'André Hunebelle
- 1954 : Cadet-Rousselle d'André Hunebelle
- 1955 : L'Impossible Monsieur Pipelet d'André Hunebelle
- 1956 : Casino de Paris d'André Hunebelle
- 1956 : Treize à table d'André Hunebelle
- 1958 : Taxi, roulotte et corrida d'André Hunebelle
- 1958 : Suivez-moi jeune homme de Guy Lefranc
- 1959 : Le Bossu d'André Hunebelle
- 1960 : L'assassin est dans l'annuaire de Léo Joannon
- 1960 : Le Capitan d'André Hunebelle
- 1961 : Le Comte de Monte-Cristo de Claude Autant-Lara
- 1961 : Le Miracle des loups d'André Hunebelle
- 1962 : Méfiez-vous, mesdames d'André Hunebelle
- 1962 : Les Mystères de Paris d'André Hunebelle
- 1964 : Fantomas d'André Hunebelle
- 1964 : Le Tigre aime la chair fraîche de Claude Chabrol
- 1965 : Furia à Bahia pour OSS 117 d'André Hunebelle
- 1965 : Fantomas se déchaîne d'André Hunebelle
- 1966 : Le Grand Restaurant de Jacques Besnard
- 1967 : Oscar d'Édouard Molinaro
- 1967 : Fantomas contre Scotland Yard d'André Hunebelle
- 1967 : Le Fou du labo 4 de Jacques Besnard
- 1968 : Sous le signe de Monte-Cristo d'André Hunebelle
- 1969 : Hibernatus d'Édouard Molinaro
- 1970 : L'Homme orchestre de Serge Korber
- 1970 : Sur un arbre perché de Serge Korber
- 1973 : Les Quatre Charlots mousquetaires d'André Hunebelle
- 1974 : Les Charlots en folie : À nous quatre Cardinal ! d'André Hunebelle
- 1974 : C'est pas parce qu'on a rien à dire qu'il faut fermer sa gueule de Jacques Besnard
- 1976 : Le Chasseur de chez Maxim's de Claude Vital
- 1977 : Le Maestro de Claude Vital
- 1977 : Gloria de Claude Autant-Lara
- 1978 : Ça fait tilt d'André Hunebelle
- 1980 : L'Avare de Jean Girault et Louis de Funès
- 1981 : La Soupe aux choux de Jean Girault